# Viola orientalis
Viola orientalis (Maxim.) W.Becker – gatunek roślin z rodziny fiołkowatych (Violaceae). Występuje naturalnie w Chinach (w Heilongjiang, Liaoning, wschodnim Jilin i wschodniej części Szantungu), na Rosyjskim Dalekim Wschodzie (w Kraju Nadmorskim i Kraju Chabarowskim), Półwyspie Koreańskim oraz w Japonii. 

## Morfologia

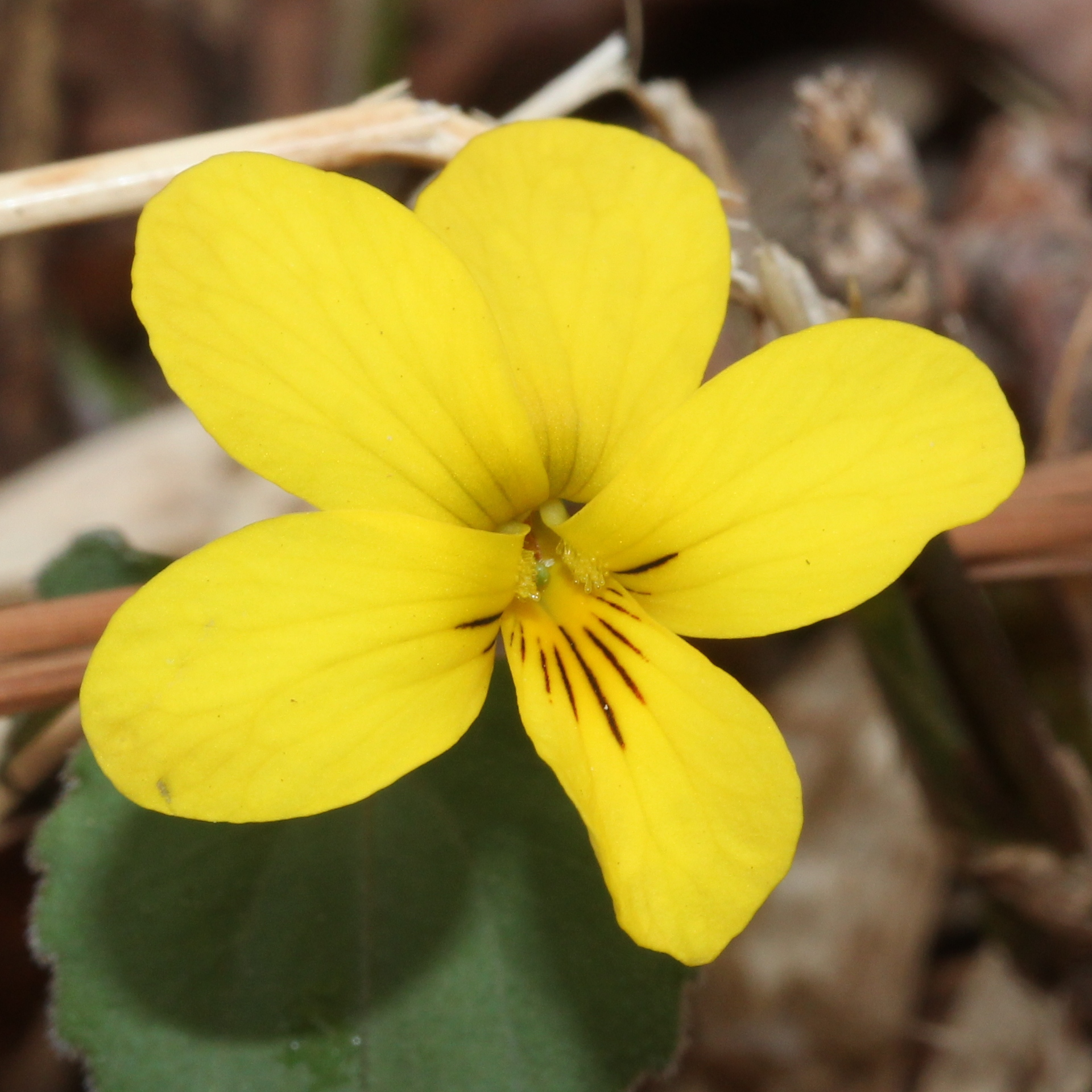
Kwiat

PokrójBylina dorastająca do 6–10 cm wysokości, tworzy kłącza.
LiścieBlaszka liściowa ma kształt od owalnego do eliptycznego. Mierzy 2–4 cm długości oraz 1,5–3 cm szerokości, jest piłkowana na brzegu, ma sercowatą nasadę i ostry wierzchołek. Ogonek liściowy jest owłosiony i ma 3–10 cm długości. Przylistki są owalne i osiągają 1–2 mm długości.
KwiatyPojedyncze, wyrastające z kątów pędów. Mają działki kielicha o podługowato lancetowatym kształcie i dorastające do 5–7 mm długości. Płatki są odwrotnie jajowate i mają żółtą barwę, dolny płatek jest odwrotnie jajowaty, mierzy 10-15 mm długości, posiada obłą ostrogę o długości 1-2 mm.
OwoceTorebki mierzące 7-12 mm długości, o elipsoidalnym lub podługowatym kształcie.

## Biologia i ekologia
Rośnie w lasach, na łąkach i skarpach. Występuje na wysokości od 100 do 1100 m n.p.m.